# Ludwig Stantz

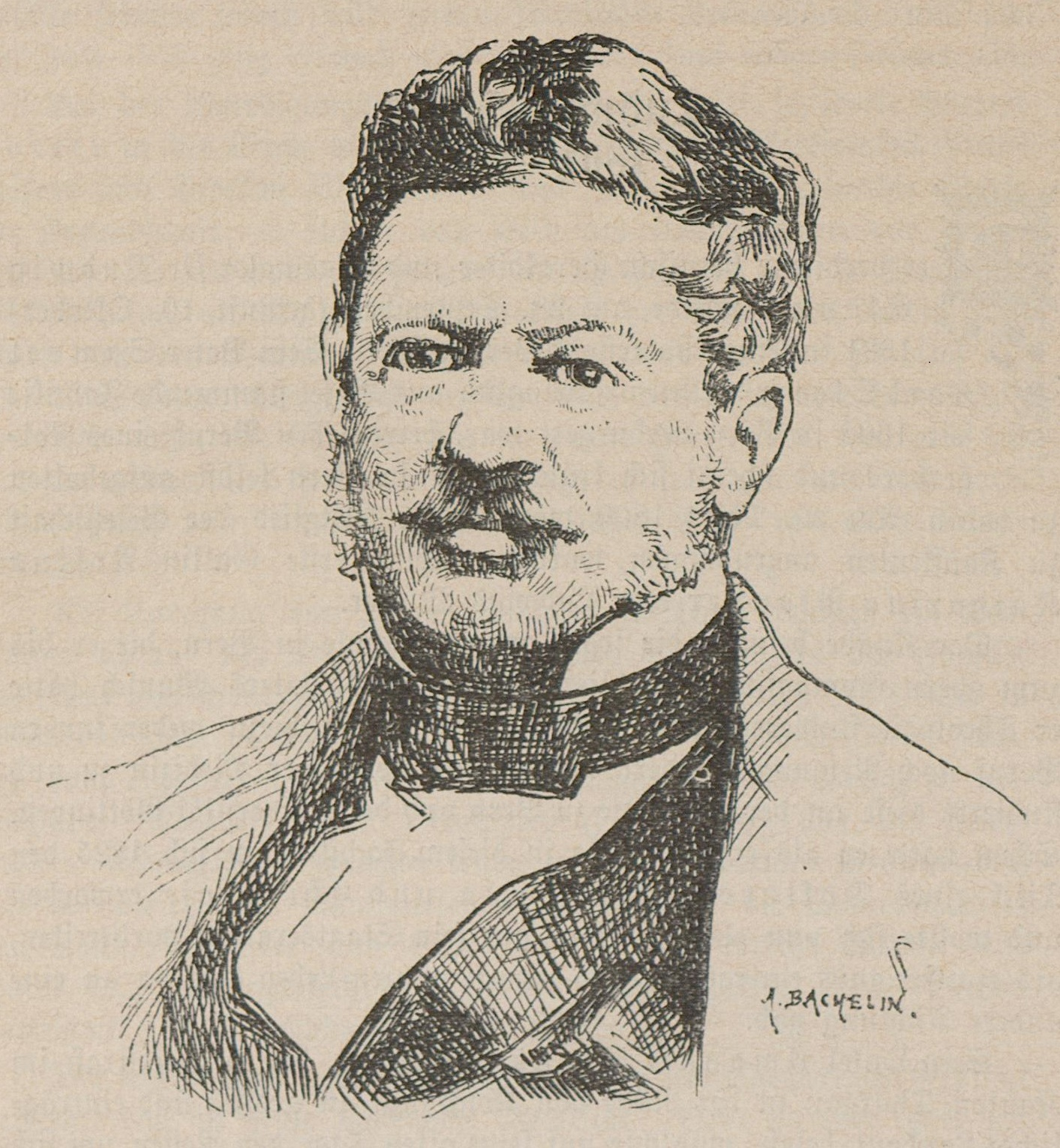
Ludwig Stantz, Porträt von Auguste Bachelin

Ludwig Stantz oder Ludwig Stanz (* 18. September 1801 in Bern; † 20. April 1871 ebenda) war ein Schweizer Mediziner, Glaser und Glasmaler in Konstanz und besonders in Bern.

## Leben
Stanz promovierte 1825 zum Dr. med. in Göttingen. Ab etwa 1834 studierte er die Glasherstellung und Glasmalerei in Schwarzwälder Hütten und in München. Er arbeitete danach als Glasmaler in Konstanz, übersiedelte 1848 nach Bern, schloss sich dort der Gesellschaft zu Kaufleuten an, wurde 1850 Burgerrat und 1856 Präsident der Bibliothekskommission ebendort.
Zu seinem Werk gehören unter anderem Kabinettscheiben für die Gesellschaft zu Pfistern, Berner Kantonswappen für das heutige Bundeshaus West und Glasgemälde für das Berner Münster. Er war auch als Restaurator und Heraldiker tätig und verfasste dazu Fachbeiträge. Im Historismus gehörte er zu den Wiedererweckern der schweizerischen Glasmalerei.

## Schriften
- Münsterbuch. Eine artistisch-historische Beschreibung des St. Vincenzen-Münsters in Bern. Bern 1865.
- Die Burgunder-Tapeten in Bern. Bern 1871.